# بيفل أوفتشنكوف
بيفل أوفتشنكوف (بالروسية: Овчинников, Павел Владимирович)‏ هو لاعب كرة قدم روسي في مركز حراسة المرمى، ولد في 24 مارس 1998 في موسكو في روسيا. لعب مع نادي أوليمب-دولجوبرودني -2.

## وصلات خارجية
- بيفل أوفتشنكوف على موقع قاعدة بيانات كرة القدم.إي يو (الإنجليزية)
- بيفل أوفتشنكوف على موقع Soccerway.com (الإنجليزية)